# Carebara asina
Carebara asina (лат.) — вид очень мелких муравьёв рода Carebara из подсемейства Myrmicinae (Formicidae). Бангладеш, Индия, Китай.

## Описание
Мелкие муравьи желтоватого цвета. Длина тела рабочих составляет 1—2 мм. Глаза отсутствуют.

## Систематика
Вид был описан в 1902 году швейцарским мирмекологом Огюстом Форелем по материалам из Индии под первоначальным названием Oligomyrmex asinus Forel, 1902. В 2004 году включён в состав рода Carebara (Fernández, 2004). Валидный статус был подтверждён в 2013 году в ходе ревизии местной фауны индийскими энтомологами Химендером Бхарти (Himender Bharti; Department of Zoology and Environmental Sciences, Punjabi University, Патиала, Пенджаб, Индия) и Ракешем Кумаром (Rakesh Kumar, 2013). Относят к трибе Crematogastrini (ранее в Solenopsidini).